# Īsatay Aūdany (distrikt i Kazakstan, Atyraw)
Īsatay Aūdany är ett distrikt i Kazakstan.   Det ligger i oblystet Atyraw, i den västra delen av landet, 1 500 km väster om huvudstaden Astana.